# Dušan Kéketi
Dušan Kéketi (ur. 24 marca 1951 w Bratysławie) – czechosłowacki piłkarz, reprezentant kraju grający na pozycji bramkarza.

## Kariera klubowa
Kéketi przygodę z piłką rozpoczął w Spoje Bratysława. W 1967 dołączył do ČH Bratysława, w którego strukturach pozostawał do 1969.
W tym samym roku został piłkarzem Spartaka Trnawa, którego piłkarzem (z przerwą w sezonie 1976/77 na grę w Dukla Bańska Bystrzyca) był do 1983. Będąc piłkarzem Spartaka trzykrotnie sięgnął po mistrzostwo Czechosłowacji w sezonach 1970/71, 1971/72 i 1972/73. Dwa razy zdobył również Puchar Czechosłowacji w sezonach 1970/71 i 1974/75. Przez 14 lat reprezentowania Spartaka strzegł jego bramki w 309 spotkaniach. 
Od 1983 występował w Austrii, gdzie trafił do Austrii Klagenfurt. Na poziomie austriackiej Bundesligi wystąpił w 67 spotkaniach. Odszedł z klubu w 1986, i zakończył piłkarską karierę. 
| Sezon   | Klub                   | Kraj           | Rozgrywki                     | Mecze | Bramki |
| ------- | ---------------------- | -------------- | ----------------------------- | ----- | ------ |
| 1969/70 | Spartak Trnawa         | Czechosłowacja | Československá futbalová liga | 3     | -      |
| 1970/71 | Spartak Trnawa         | Czechosłowacja | Československá futbalová liga | 1     | 0      |
| 1971/72 | Spartak Trnawa         | Czechosłowacja | Československá futbalová liga | 21    | 0      |
| 1972/73 | Spartak Trnawa         | Czechosłowacja | Československá futbalová liga | 29    | 0      |
| 1973/74 | Spartak Trnawa         | Czechosłowacja | Československá futbalová liga | 28    | 0      |
| 1974/75 | Spartak Trnawa         | Czechosłowacja | Československá futbalová liga | 26    | 0      |
| 1975/76 | Spartak Trnawa         | Czechosłowacja | Československá futbalová liga | 28    | 0      |
| 1976/77 | Dukla Bańska Bystrzyca | Czechosłowacja | 1. česká fotbalová liga       |       |        |
| 1977/78 | Spartak Trnawa         | Czechosłowacja | Československá futbalová liga | 29    | 0      |
| 1978/79 | Spartak Trnawa         | Czechosłowacja | Československá futbalová liga | 30    | 0      |
| 1979/80 | Spartak Trnawa         | Czechosłowacja | Československá futbalová liga | 30    | 0      |
| 1980/81 | Spartak Trnawa         | Czechosłowacja | Československá futbalová liga | 25    | 0      |
| 1981/82 | Spartak Trnawa         | Czechosłowacja | Československá futbalová liga | 30    | 0      |
| 1982/83 | Spartak Trnawa         | Czechosłowacja | Československá futbalová liga | 29    | 0      |
| 1983/84 | Austria Klagenfurt     | Austria        | Bundesliga                    | 18    | 0      |
| 1984/85 | Austria Klagenfurt     | Austria        | Bundesliga                    | 25    | 0      |
| 1985/86 | Austria Klagenfurt     | Austria        | Bundesliga                    | 23    | 0      |

## Kariera reprezentacyjna
Karierę reprezentacyjną Kéketi rozpoczął 28 marca 1973 w przegranym 0:3 meczu z RFN. Siedem lat później został powołany przez trenera Jozefa Vengloša na Euro 1980. Podczas turnieju pełnił rolę zawodnika rezerwowego, a jego drużyna zajęła na mistrzostwach 3. miejsce. 
Ostatnie spotkanie w drużynie narodowej rozegrał 26 marca 1980. Przeciwnikiem była Szwajcaria, a mecz zakończył się porażką z Helwetami 0:2. Łącznie w latach 1973–1980 Kéketi zagrał w zespole Czechosłowacji w 7 spotkaniach.
| Mecze i gole w reprezentacji | Mecze i gole w reprezentacji | Mecze i gole w reprezentacji | Mecze i gole w reprezentacji | Mecze i gole w reprezentacji | Mecze i gole w reprezentacji | Mecze i gole w reprezentacji |
| #                            | Data                         | Miasto                       | Przeciwnik                   | Gol                          | Wynik                        | Rozgrywki                    |
| ---------------------------- | ---------------------------- | ---------------------------- | ---------------------------- | ---------------------------- | ---------------------------- | ---------------------------- |
| 1.                           | 28.03.1973                   | Düsseldorf                   | RFN                          |                              | 0:3                          | towarzyski                   |
| 2.                           | 06.09.1978                   | Lipsk                        | NRD                          |                              | 1:2                          | towarzyski                   |
| 3.                           | 14.03.1979                   | Bratysława                   | Hiszpania                    |                              | 1:0                          | towarzyski                   |
| 4.                           | 05.05.1979                   | Moskwa                       | ZSRR                         |                              | 0:3                          | towarzyski                   |
| 5.                           | 12.09.1979                   | Nyiregyhaza                  | Węgry                        |                              | 1:2                          | towarzyski                   |
| 6.                           | 09.02.1980                   | Melbourne                    | Australia                    |                              | 2:2                          | towarzyski                   |
| 7.                           | 26.03.1980                   | Bazylea                      | Szwajcaria                   |                              | 0:2                          | towarzyski                   |

## Sukcesy
Czechosłowacja
- Mistrzostwa Europy (1): 1980 (3. miejsce)

Spartak Trnawa
- Mistrzostwo Czechosłowacji (3): 1970/71, 1971/72, 1972/73
- Puchar Czechosłowacji (2): 1970/71, 1974/75